# Productor associat
El productor associat és una persona física o jurídica que, a partir d'un contracte de producció o coproducció audiovisual, es compromet a invertir capital, realitzant les aportacions econòmiques fixades per a la producció de l'obra. Normalment actua com a representant del Productor, i pot compartir responsabilitats financeres, creatives, o administratives, delegades pel productor. Sovint, actua com a assessor o senzillament és un títol concedit com a cortesia per la seva contribució financera o creativa en la producció.
També és anomenat productor capitalista o productor financer.